# Борцово (Нижегородская область)
Борцово — деревня в Дальнеконстантиновском районе Нижегородской области.

## География
Расположена на реке Печеть в 6 км к западу от районного центра Дальнее Константиново и в 58 км к югу от Нижнего Новгорода. Через деревню проходит автодорога Р158 (Н.Новгород — Саратов). Абсолютная высота над уровнем моря — 116 м..

### Часовой пояс
Борцово находится в часовой зоне МСК (московское время). Смещение применяемого времени относительно UTC составляет +3:00.

## Население
| 2002 | 2010 |
| ---- | ---- |
| 99   | ↘54  |

Национальный состав
Согласно результатам переписи 2002 года, в национальной структуре населения русские составляли  99% из 99 человек.
| 2002 | 2010 |
| ---- | ---- |
| 99   | ↘54  |

## Примечание
1. 1 2 3 4 5  Всероссийская перепись населения 2010 года. Численность и размещение населения Нижегородской области
2. ↑  [www.komandirovka.ru/cities/bortsovo Краткая информация о Борцово]
3. ↑  GeoNames.org Bortsovo
4. ↑  Федеральный закон от 03.06.2011 № 107-ФЗ «Об исчислении времени», статья 5 (3 июня 2011).
5. ↑  Коряков Ю. Б.. База данных «Этно-языковой состав населённых пунктов России». Дата обращения: 21 мая 2019. Архивировано 15 февраля 2021 года.